# Guodian-Bambustexte
Die Guodian-Bambustexte oder chuzeitlichen Bambustexte aus Guodian (chinesisch 郭店楚簡 / 郭店竹简, Pinyin Guōdiàn Chǔjiǎn – „Bambusstreifentexte aus Guodian“) wurden im Jahr 1993 aus Grab Nr. 1 der Guodian-Gräber im Dorf Guodian (郭店村) der Großgemeinde Jishan (纪山镇) des Kreises Shayang (沙洋县) der bezirksfreien Stadt Jingmen in der Provinz Hubei ausgegraben. Das Archäologenteam ist der Auffassung, dass das Grab in die zweite Hälfte der Zeit der streitenden Reiche datiert werden sollte (Mitte 4. bis frühes 3. Jahrhundert v. Chr.). Die Texte seien vor oder um die Zeit des Begräbnisses auf die Bambustäfelchen geschrieben worden. 
Das Grab befindet sich im Gräberkomplex des Jishan-Bezirks, nahe der Stadt Jingmen im Dorf Guodian und nur 9 Kilometer nördlich von Ying entfernt, der alten Hauptstadt des Staates Chu von 476 v. Chr. bis 278 v. Chr., bevor der Staat Chu von den Qin überrannt wurde. Das Grab und sein Inhalt wurden untersucht, um die Identität des Grabbesitzers zu bestimmen: ein älterer adliger Gelehrter und Lehrer eines königlichen Prinzen. Der Prinz wurde identifiziert als Kronprinz Heng, der später König Qingxiang von Chu wurde.
Insgesamt gibt es 804 Bambustäfelchen aus dieser Stätte, davon 702 beschriebene und 27 zerbrochene Täfelchen mit insgesamt 12072 Schriftzeichen. Die Bambustäfelchen bestehen aus drei Hauptkategorien, welche die frühesten authentischen Manuskripte des Daodejing, eines Kapitels aus dem Buch der Riten und anonyme Schriften einschließen. Nach der Restauration wurden diese Texte in achtzehn Abschnitte eingeteilt, ins Standardchinesische transkribiert und unter dem Titel Bambustäfelchen aus dem chuzeitlichen Grab in Guodian (Guodian Chumu zhujian, 郭店楚墓竹简,  Guōdiàn chǔmù zhújiǎn) im Mai 1998 veröffentlicht. Die Texte auf den Bambusstreifen schließen sowohl daoistische als auch konfuzianische Werke ein, viele von ihnen vorher unbekannt, nichtsdestoweniger hat die Entdeckung dieser Texte im gleichen Grab der Forschung frische Information für das Studium der philosophischen Gedankenwelt im alten China geliefert. Nach Gao Zheng aus dem Institut für Philosophie der Chinesischen Akademie der Sozialwissenschaften könnte der Hauptteil Lehrmaterial sein, das von den konfuzianistischen Si-Meng-Gelehrten der Jixia-Akademie verwendet wurde. Qu Yuan, der als Gesandter nach Qi geschickt wurde, könnte sie mit nach Chu zurückgenommen haben.

## Inhalt
| ##    | Chinesisch         | Pinyin                 | Übersetzung                                            |
| ----- | ------------------ | ---------------------- | ------------------------------------------------------ |
| 01-03 | 老子甲、乙、丙     | Laozi jia, yi, bing    | Laozi Teil A, B & C                                    |
| 04    | 太一生水           | Taiyi shengshui        | Das Große Eine erschafft das Wasser                    |
| 05    | 緇衣               | Ziyi                   | Schwarze Roben                                         |
| 06    | 魯穆公問子思       | Lu Mu gong wen Zi Si   | Herzog Mu von Lu fragt Zi Si                           |
| 07    | 窮達以時           | Qiongda yi shi         | Elend und Erfolg hängen vom Zeitalter ab               |
| 08    | 五行               | Wuxing                 | Die Fünf Wandlungsphasen                               |
| 09    | 唐虞之道           | Tang Yu zhi dao        | Das Dao des Tang und Yu (Yao und Shun)                 |
| 10    | 忠信之道           | Zhongxin zhi dao       | Der Weg der Loyalität und des Vertrauens               |
| 11    | 成之聞之           | Cheng zhi wen zhi      | Der vollkommene Mensch besitzt himmlische Tugenden (?) |
| 12    | 尊德義             | Zun de yi              | Ehrerbietung, Tugend und Rechtschaffenheit             |
| 13    | 性自命出           | Xing zi ming chu       | Rezepte für das Nähren des Lebens (?)                  |
| 14    | 六德               | Liude                  | Die Sechs Tugenden                                     |
| 15-18 | 語叢一、二、三、四 | Yucong yi, er, san, si | Dickicht der Aussprüche Teil 1, 2, 3 & 4               |